# Möllendorffstraße 90/91
Das Mietshaus Möllendorffstraße 90/91 ist ein Wohngebäude im Ortsteil (Alt)-Lichtenberg des Berliner Bezirks Lichtenberg. Es wurde im Jahr 1930 bezogen und steht unter Denkmalschutz.

## Geschichte
Das Haus wurde im Auftrag des Eigentümers und Fuhrunternehmers P. Perner von der Baugesellschaft Continentale gebaut. Der Hof diente Perner für sein Speditions-Geschäft, wohl auch zum Abstellen der Fahrzeuge. Als Mieter im Haus gab es noch zwei Familien. Das südlich anschließende Wohnhaus Möllendorffstraße 92/93 befand sich im Jahr 1930 noch in der Bauphase.
Nach 1990, infolge der Verwaltungs- und Eigentumsänderungen, wurden in der westlichen Parallelstraße (Am Stadtpark) einige Gebäude ergänzt, so dass eine geschlossene Blockbebauung entstand. In die Neubauten zog die Seniorenresidenz Alexa ein, die von hier aus erreichbar ist.

## Beschreibung
Das Gebäude ist ein fünfgeschossiges reines Wohnhaus mit einer für größere Fahrzeuge ausgelegten Tordurchfahrt. Auf dem Hofbereich stehen einige Garagen und der Boden ist befestigt. Die Durchfahrt dient zugleich als ein Zugang bzw. eine Lieferzufahrt zur Seniorenresidenz Alexa.
Als dezenter baulicher Schmuck kamen die mit Klinkern versehenen durchgehenden Sockelbereiche, die Umrahmungen der Türen und der Durchfahrt zum Einsatz sowie Eingangstüren mit Sprossenfenstern und einem gesonderten Oberlicht. Erker oder Balkons wurden an der verkehrsreichen Straßenseite nicht vorgesehen, dafür sind die Fenster des Treppenhauses großzügig bodentief ausgelegt und unterbrechen die sonst waagerechten Fensterreihungen des Gebäudes.
Auf der Hofseite gibt es beiderseits der Durchfahrt zwei Reihen Balkons, jeweils ab der zweiten Etage.
Der Wohnkomplex verfügt über drei Treppenhäuser, die Eingänge gliedern sich in; Nummer 90,  Nummer 90 A und 91.
Die Maße des Hauses betragen: Länge (Hauptachse in Nord-Süd-Richtung) 19,20 m, Breite (in West-Ost-Richtung) 11,70 m, nach Süden zu verbreitert auf 12,50 m.
Die bauliche Verbindung zum südlichen Eckhaus Möllendorffstraße 92/93 entsteht durch einen schmalen Lückenbau mit übereinander angeordneten schmalen Räumen mit einflügeligen Fenstern.